# الحق في الفلسفة
الحق في الفلسفة (بالفرنسية: Du droit à la philosophie) كتاب ألفه الفيلسوف الفرنسي جاك دريدا. جمع فيه جميع كتاباته منذ عام 1975 وحتى عام 1990 حول مسألة تدريس الفلسفة والمعهد الأكاديمي وسياسات الفلسفة في المدرسة والجامعة. وتُرجم إلى الإنجليزية في مجلدين تحت عنوان: من الخائف من الفلسفة؟: الحق في الفلسفة 1 (2002)وعيون الكون :الحق في الفلسفة 2 (2004).

## المحتويات
يضم المجلد الأول مقالاً بعنوان أين تبدأ هيئة التدريس وكيف تنتهي, (الصفحات 67-91) ونُشر لأول مرة منفصلًا في عام 1976 في فرنسا; وفي عام 1977 نُشر مقال عصر هيجل (الصفحات 117-157).